# Planowanie zasobów przedsiębiorstwa
Planowanie zasobów przedsiębiorstwa (ang. enterprise resource planning – ERP) – metoda efektywnego planowania i zarządzania całością zasobów przedsiębiorstwa.
Jest to również określenie systemów informatycznych wspomagających zarządzanie przedsiębiorstwem – obejmujących m.in. zarządzanie zasobami ludzkimi, materiałowymi i finansowymi – a także współpracę pomiędzy grupą powiązanych organizacyjnie lub operacyjnie przedsiębiorstw. Systemy te umożliwiają gromadzenie danych oraz wykonywanie operacji na zgromadzonych informacjach. Zakres wspomagania może obejmować wszystkie lub wybrane szczeble zarządzania i przyczynia się do optymalizacji wykorzystania zasobów przedsiębiorstwa oraz realizowanych w jego strukturze procesów.
Nie istnieje jednolity, oficjalnie zdefiniowany standard systemu ERP. Przyjmuje się jednak, że rozwiązania klasy ERP powinny obejmować funkcjonalność systemów MRP, rozszerzoną m.in. o rachunkowość zarządczą, przepływy finansowe, rachunek kosztów, zaawansowane moduły prognostyczne i analityczne, zarządzanie relacjami z klientami, zarządzanie łańcuchem dostaw oraz obsługę procesów e-commerce. Ze względu na szeroki zakres zastosowań, systemy ERP są wykorzystywane przede wszystkim w przedsiębiorstwach z sektora produkcji, handlu detalicznego, przemysłu spożywczego, reklamy, marketingu i dystrybucji.

## Historia
W latach 60. XX wieku pojawiły się pierwsze aplikacje wspierające zarządzanie przedsiębiorstwem – programy IC (ang. Inventory Control – kontrola zapasów), których głównym celem było wspomaganie decyzji w obszarze gospodarki magazynowej. Postępująca informatyzacja oraz rozwój zintegrowanych baz danych doprowadziły do powstania standardu MRP (ang. Material Requirements Planning – planowanie zapotrzebowania materiałowego), koncentrującego się na planowaniu potrzeb materiałowych w fazie przedprodukcyjnej.
W latach 80. XX wieku rozpowszechniły się bardziej rozbudowane wersje tych systemów – MRP II (ang. Manufacturing Resource Planning – planowanie zasobów produkcyjnych), obejmujące już nie tylko planowanie, ale również produkcję i dystrybucję. Rozszerzenie funkcjonalności MRP II o obszary takie jak finanse, księgowość, logistyka, magazynowanie oraz kadry i płace doprowadziło do wykształcenia nowego standardu – ERP (ang. Enterprise Resource Planning – planowanie zasobów przedsiębiorstwa).
Ważnym etapem rozwoju systemów ERP było wdrożenie funkcji wspierających zarządzanie relacjami z klientami (ang. Customer Relationship Management, CRM) oraz modułów do raportowania i analizy danych biznesowych. Kolejnym krokiem była integracja środowiska informatycznego przedsiębiorstw z siecią WWW, umożliwiająca komunikację w czasie rzeczywistym z interesariuszami. Efektem tego było pojawienie się standardu Extended ERP lub ERP II.
Współczesne systemy ERP działają w oparciu o własne platformy aplikacyjne i logikę biznesową. W wielu przypadkach odchodzi się od klasycznej struktury modułowej na rzecz jednolitego systemu funkcjonalnego. Oznacza to, że wszystkie elementy systemu są ze sobą ściśle zintegrowane i operują na wspólnych danych w czasie rzeczywistym. Takie podejście zwiększa wydajność i umożliwia współdzielenie informacji bez potrzeby stosowania dodatkowych integracji. Współczesne wersje ERP często posiadają wbudowane narzędzia analityczne typu Business Intelligence, eliminujące konieczność korzystania z zewnętrznych rozwiązań.
Struktura tego typu jest zgodna z procesowym podejściem do zarządzania przedsiębiorstwem. Przykładowo, dział zakupów korzysta z danych o stanach magazynowych, rotacji towarów czy zapotrzebowaniu, pochodzących z działów produkcji i sprzedaży. Zarządzanie zapasami uwzględnia informacje o planowanych dostawach, ich ilości oraz warunkach realizacji. Z kolei dział sprzedaży opiera się na danych finansowych i księgowych, takich jak rozliczenia czy rentowność zamówień.

## Charakterystyka
Wyróżnia się kilka rodzajów systemów ERP, zaliczanych do klasy zintegrowanych systemów informatycznych:
- Modułowe – składające się z niezależnych, lecz współdziałających aplikacji użytkowych.
- Zintegrowane – oparte na jednej bazie danych oraz jednej platformie biznesowej, w których wszystkie funkcjonalności operują na wspólnych danych w czasie rzeczywistym, bez potrzeby wymiany informacji między modułami[7].

Systemy ERP stanowią rozwinięcie systemów MRP II. Ich podstawowym elementem jest wspólna baza danych wykorzystywana przez pozostałe moduły. Najczęściej obejmują one następujące obszary:
- magazynowanie i zarządzanie zapasami,
- śledzenie dostaw,
- planowanie i obsługa produkcji,
- zaopatrzenie,
- sprzedaż,
- zarządzanie relacjami z klientami,
- księgowość,
- finanse,
- zarządzanie zasobami ludzkimi (kadry i płace),
- logistyka.

W skład systemów ERP mogą wchodzić również inne moduły, np. do zarządzania transportem, controllingu czy projektami. Rozwiązania te umożliwiają dostosowanie systemu do specyfiki przedsiębiorstwa – m.in. dzięki temu, że poszczególne moduły mogą funkcjonować niezależnie. Taka elastyczność ułatwia adaptację systemu do zmieniających się wymagań operacyjnych i wspiera skalowanie działalności.
Systemy te zazwyczaj pozwalają także na definiowanie uprawnień dostępu dla poszczególnych użytkowników. Cechą charakterystyczną jest również możliwość realizacji procesu planowania „z dołu do góry” (ang. bottom-up replanning), polegającego na wprowadzaniu zmian lub wariantów do zaproponowanych przez system rozwiązań, np. modyfikacji wielkości partii dostawczej.

## Etapy przygotowań i wdrażania systemuERPna przykładzie firmy produkcyjnej
1. Potrzeba uporządkowania i standaryzacji procesów w firmie produkcyjnej;
2. Poszukiwania odpowiedniego systemu: kosztorys, oferty, spotkania, negocjacje, zakres prac, rozmowy i w końcowym etapie – wybór systemu ERP;
3. Przygotowania wewnętrzne (hale produkcyjne; poszczególne działy na produkcji) – oprogramowanie, infrastruktura, szkolenie pracowników, administracja, kosztorys;
4. Konsultacje z firmą wdrażającą: ustalenie zakresu obowiązków obu stron i harmonogramu wdrożeniowego;
5. Rozpoczęcie przygotowań do wdrożenia:

- przegląd aktualnych procesów w firmie;
- ustalenie nowych standardów, które mają swoje odwzorowanie w systemie ERP;
- uporządkowanie i uzupełnienie wszystkich danych przed uruchomieniem systemu;
- w razie potrzeby tworzenie hurtowni danych, raportów zawierających nowy przepływ informacji;
- import ustandaryzowanych danych do systemu i rozpoczęcie fazy testów.

1. Faza testów:

- Wyznaczeni pracownicy symulują procesy zachodzące w firmie z użyciem już uporządkowanych danych;
- Sprawdzane jest oprogramowanie;
- Testowane są wszystkie etapy przepływu materiału – od przyjęcia na magazyn, przez wydanie na produkcję, aż po wysyłkę do klientów;
- Następuje testowe planowanie potrzeb materiałowych – produkcja na magazyn i na zamówienie;
- Sprawdzane są poszczególne zakresy, m.in.: zarządzanie zleceniami produkcyjnymi, zarządzanie magazynem, obrót materiałami produkcyjnymi, zwroty i reklamacje, czy obłożenie maszyn na produkcji;
- Możliwość zarządzania uprawnieniami użytkowników.

1. Uruchomienie systemu (wiąże się z tym m.in.):

- nowy interfejs oprogramowania, inny przepływ informacji, zmiana procesów i transakcji;
- testowanie transakcji w czasie rzeczywistym;
- wprowadzanie ewentualnych poprawek na bieżąco[9].

## Korzyści z wdrożenia systemuERP
Stosowanie w działalności operacyjnej systemów należących do grupy ERP przynosi wiele korzyści. Wiele obszarów funkcjonalnych przedsiębiorstw ulega znacznemu usprawnieniu. Efektywne zarządzanie finansami, produkcją, zasobami ludzkimi czy obsługą klienta staje się wówczas o wiele prostsze. Można dzięki temu osiągnąć atrakcyjny wzrost efektywności procesów gospodarczych, które dane przedsiębiorstwo współtworzy. Obniżenie ilości zapasów przy jednoczesnym lepszym wykorzystaniu dostępnych zasobów prowadzi do usprawnienia zarządzania, a korelacja zasobów informacyjnych łączących wszystkie obszary działania umożliwia szybsze ich przetwarzanie. Konsekwencją w sensie pozytywnym jest ponadto podniesienie poziomu wiarygodności przekazywanej informacji oraz udoskonalenie produkcyjnych i logistycznych procesów.
Wśród kluczowych korzyści z wdrożenia systemu ERP należy wymienić:
- ujednolicony sposób przeglądania danych,
- wspólna firmowa baza danych,
- sprawne procesy biznesowe,
- optymalizacja procesów zarządzania zapasami,
- szybka realizacja zamówień i zleceń,
- utrzymany wysoki poziom obsługi klienta oraz wzrost poziomu sprzedaży,
- księgowość pod kontrolą,
- wysoki poziom zarządzania zasobami ludzkimi,
- bezpieczeństwo przechowywania i zarządzania danymi[12].

## Wdrożenie systemuERP– błędy i problemy
Wdrożenie systemu ERP informatycznego to wieloetapowy i często złożony, wielowątkowy proces mający na celu dostarczenie odpowiednio dostosowanego oraz skonfigurowanego narzędzia, które odzwierciedla potrzeby i wymagania klienta, a także mapuje określone procesy biznesowe pozwalając na ich informatyzację czy też automatyzację. W ramach wdrożenia systemu, jeśli występuje taka potrzeba, dochodzi także do prac powiązanych jak dostawa i konfiguracja infrastruktury sprzętowej niezbędnej do uruchomienia systemu.
Najczęściej popełniane błędy:
- Brak lub słaba analiza procesów biznesowych – aby skutecznie przeprowadzać prace wdrożeniowe trzeba poprawnie zdefiniować procesy istniejące w przedsiębiorstwie czy urzędzie. To na nich opiera się organizacja pracy oraz specyfikacja funkcjonalności.
- Brak lub słaba analiza posiadanych zasobów – skuteczność i powodzenie wdrożenia zależy od rzeczowej i metodycznej analizy istniejących zasobów różnego typu. Identyfikacja taka pozwoli na lepsze i dokładniejsze planowanie prac, harmonogramowanie czy szacowanie kosztów.
- Nieodpowiedni moment na wdrożenie systemu – planowanie z wyprzedzeniem czasu wdrożenia, uwzględniające analizę sytuacyjną wewnątrz przedsiębiorstwa i przegląd otoczenia biznesowego oraz prawnego.
- Niejednoznaczne określenie celów dla nowego systemu, niekompletna dokumentacja wymagań – jasne sformułowanie celu wdrożenia systemu informatycznego, a następnie kierowanie się ustalonymi założeniami pozwoli na trzymanie się wyznaczonego planu i będzie zapobiegało niekontrolowanemu rozwojowi wdrożenia.
- Nieprecyzyjne określenie zakresu wdrożenia
- Czynnik ludzki
- Brak managera projektu, braki kompetencyjne – na liderów wskazywać należy osoby z odpowiednim doświadczeniem, wiedzą oraz kompetencjami.
- Brak zaangażowania kadry zarządzającej – istotne jest zaangażowanie kadry zarządzającej stanowiącej motor napędowy dla załogi. Kierownictwo ma wpływ na poczucie zaangażowania i zainteresowania wdrożeniem przez pracowników.
- Nieprawidłowa komunikacja wewnętrzna (i zewnętrzna)
- Nierealny harmonogram prac
- Wybór częściowych rozwiązań i problem z ich integracją – wprowadzane rozwiązania powinny być kompletne, skalowalne i dawać możliwość rozwoju, a także integracji z już istniejącymi systemami lub z systemami kontrahentów.
- Wybór nieodpowiedniego dostawcy – należy dbać o rzetelne informacje o potencjalnych dostawcach. Przegląd ofert, weryfikacja doświadczenia, prowadzone rozmowy, wreszcie nastawienie dostawcy.
- Problematyczna umowa wdrożeniowa i serwisowa

## Porównanie systemuERPw chmurze i na serwerze lokalnym
Większość systemów ERP dostępnych jest obecnie w trzech modelach – chmurowym (on-cloud), tradycyjnym (on-premises) oraz hybrydowym (łączącym oba modele). Wybór modelu zależny jest od wielu czynników, takich jak wielkość firmy, liczba użytkowników, branża, dostępność infrastruktury, dostępny budżet, charakter realizowanych procesów, skalę działań itp. Porównując dwa główne modele wdrożenia, należy wziąć pod uwagę:
- Koszty wdrożenia systemu ERP i utrzymania infrastruktury

Koszty wdrożenia oprogramowania ERP w chmurze obliczeniowej są niższe, podobnie jak koszty jej utrzymania. W tym modelu, przedsiębiorcy nie ponoszą dodatkowych wydatków, które wiążą się z zarządzaniem infrastrukturą, kreowaniem rozwiązań technologicznych bądź z zakupem nowoczesnego sprzętu.
W przypadku systemu ERP w modelu tradycyjnym należy wziąć pod uwagę, że firma powinna posiadać własne serwery i pełną infrastrukturę – a tym samym ponosi wyższe koszty początkowe.
- Dopasowanie do potrzeb różnych branż

W przypadku rozbudowy funkcjonalności systemu ERP o nowe moduły i rozwiązania biznesowe nie ma różnic pomiędzy modelem tradycyjnym a chmurowym. Większość dostawców systemów zapewnia łatwą integrację z oprogramowaniem ERP, bez względu na to, czy jest ulokowany w chmurze, czy na serwerach lokalnych.
- Kontrola

Istotną kwestią dla firm jest możliwość pełnej kontroli danych. Powszechnie uważa się, że chmura jest mniej bezpiecznym rozwiązaniem, jednak jest to opinia mylna. Obecnie chmura obliczeniowa posiada szereg mechanizmów, które pozwalają zabezpieczyć dane poufne poprzez na przykład replikację w geograficznie nadmiarowych centrach danych.
- Dostęp

System ERP w modelu chmurowym utrzymywany jest na serwerach zewnętrznych i udostępniany za pośrednictwem Internetu. Ten model wiąże się z niebezpieczeństwem braku dostępu do sieci, wynikającego z potencjalnych awarii. W przypadku tradycyjnej infrastruktury na serwerach lokalnych przerwa w dostępie do internetu nie stwarza znaczących zagrożeń.
- Skalowalność

Chmurowa wersja systemu pozwala na elastyczne zarządzanie zasobami IT, które można dopasowywać do bieżących potrzeb biznesowych.